# Яворский, Болеслав Леопольдович
Болесла́в Леопо́льдович Яво́рский (10 (22) июня 1877, Харьков, Харьковская губерния, Российская империя — 26 ноября 1942, Саратов, Саратовская область, РСФСР, СССР) — русский и советский пианист, музыковед, педагог, композитор, общественный деятель. Доктор искусствоведения (без защиты диссертации, 1941).

## Биография
Яворский родился в городе Харькове 10 (22) июня 1877 года. В 1898 году окончил Киевское музыкальное училище, в 1903 году Московскую консерваторию по классам композиции С. И. Танеева и фортепиано Н. Е. Шишкина. 
Один из организаторов Народной консерватории в Москве (1906). В 1916—1921 годах профессор Киевской консерватории, преподавал фортепиано, теорию музыкальной композиции, «слушание музыки» (то есть психологию музыкального восприятия). С 1918 года — профессор киевского Музыкально-драматического института имени Николая Лысенко. В 1917—1921 годах — директор Народной консерватории в Киеве. В 1921—1925 годах (по инициативе А. В. Луначарского) — завотделом музыкальных учебных заведений Главпрофобра. Находясь на министерской должности, пытался реформировать преподавание в Московской государственной консерватории, что вызвало противодействие со стороны консерваторских профессоров (А. Б. Гольденвейзера, М. М. Ипполитова-Иванова, М. В. Иванова-Борецкого). В 1921—1930 годах работал завучем в основанном им Первом государственном музыкальном техникуме. Образовательный процесс в этом учебном заведении основывался на принципах самого Яворского. Кроме административных функций он выступал в нём и как педагог — вёл собственный курс «слушание музыки».
В середине 1920-х годов неоднократно бывал за границей (в Италии, Греции, Австрии, Франции, Германии). По поручению Луначарского вёл переговоры с С. С. Прокофьевым о его возвращении в Россию. В 1921—1931 годах — член ГАХНа. В 1925—1930 годах — член квалификационной комиссии при Центральной комиссии по улучшению быта учёных (ЦЕКУБУ). С 1930 года — член художественного совета Большого театра (Москва). В 1932—1941 годах — старший редактор Музгиза (в том числе редактировал издание ХТК Баха). В 1938—1941 годах работал в Московской консерватории, где читал аспирантам собственный курс под названием «Творческая идеология и стиль» (по истории исполнительских стилей). В конце октября 1941 года был эвакуирован в составе группы консерваторских профессоров в Саратов, где в 1942 году скончался.
Среди учеников Яворского (в разные годы) — А. А. Альшванг, С. В. Протопопов, Н. Я. Брюсова (вела в Московской консерватории курс Яворского под названием «Сознательное восприятие лада и ритма»), Г. Г. Верёвка, Л. В. Кулаковский, А. В. Свешников, П. И. Сеница, В. А. Цуккерман, Н. Д. Леонтович, Ю. А. Фортунатов, В. А. Макаров. Яворский консультировал многих российских композиторов, в том числе Д. Д. Шостаковича, Г. В. Свиридова, О. А. Евлахова.

## Научная деятельность
Яворский — автор трудов по теории музыки (мелодики, ритмики, гармонии, формы), истории исполнительских стилей. Создатель теории «ладового ритма» (возникла около 1903 года; кратко изложена автором в 1908 году) и «ладового звуковеде́ния» (теория «ладовых тяготений»). Название теории ладового ритма объясняется так: высотные отношения в музыке основаны на ладе, а временны́е — на ритме. Под «ладовым ритмом» Яворский понимал развёртывание музыкального лада во времени; соответствует современному динамическому пониманию лада. Общественный резонанс научно-реформаторской деятельности Яворского достиг максимума в 1930—1931 годах. В феврале 1930 года по инициативе Луначарского была организована «Всесоюзная конференция по вопросам теории и практики ладового ритма» (проходила в Малом зале Московской консерватории). Выступления некоторых видных музыковедов (например, М. Иванова-Борецкого) содержали резкую критику метода и терминологии Яворского. Ещё более полемичной стала дискуссия, состоявшаяся в Государственной академии искусствознания (Москва) в июне 1931 года (уже без покровительства Луначарского), в ходе которой теория ладового ритма была подвергнута уничтожающей критике. По сути, эта дискуссия ознаменовала конец надеждам Яворского внедрить свою концепцию в обучение музыкантов.
Теория музыки Яворского содержит элементы риторики, а язык, которым она излагается, метафоричен. Это риторическое направление задаётся уже в само́м переопределении музыки как «музыкальной речи». Из методологической установки на параллелизм (словесного) текста и музыки вырастает целый ряд отчасти научных терминов, отчасти образных «словоописаний», из которых наиболее ходовым становится «интонация»: это слово используется и в некоем «общефилософском» смысле, и в значении лингвистического термина, и, наконец, в значении, специфичном только для Яворского. Для его «поэтики» характерны такие выражения, как «звуковое сознание», «слуховая спираль», «принцип сопряженности», «сила тяготения», «энергия неустойчивости», «ладовое впечатление», «звуковой горизонт» (вместо «диапазон») и т. п.
Одни музыкальные термины (такие как «трезвучие» и «септаккорд», «мужское» и «женское» метрические окончания, неологизмы «цепной лад» и «дважды-лад») получают вполне конкретные научные определения; при этом другим терминам автор даёт скорее поэтико-символические, чем научные, определения (например, лад — «звуковая система высшего порядка», метр — «абсолютная продолжительность во времени»). Значение некоторых общеизвестных терминов Яворский полемически специфицирует, укладывая их в рамки собственной необычной теории. Так, например, лингвистический термин «интонация» в рамках теории «тритонных тяготений» весьма специфично определяется как «сопоставление двух различных по тяготению звуков (или моментов) тритонной системы», а физический термин «момент», в свою очередь, — как «изложение одной определенной части системного или ладового тяготения». И. Я. Рыжкин (посвятивший теории ладового ритма 100-страничный очерк) в попытке обобщения учения Яворского отмечает его «крайнюю несистематичность» и «запутанный стиль изложения», с горечью констатируя: «Пользоваться печатными изложениями теории ладового ритма возможно только для лиц, уже знающих эту теорию. Научиться этой теории, освоить ее по существующим печатным изложениям для лиц, не знакомых с ней ранее, как правило, очень затруднительно».
Многие научные труды Яворского не опубликованы (хранятся в архиве Музея музыкальной культуры имени М. И. Глинки). Научно-теоретические идеи Яворского активно проводил в жизнь его ученик С. В. Протопопов, автор книги «Элементы строения музыкальной речи».
Труды Яворского оказали значительное влияние на советских музыковедов. Теоретические положения Яворского (особенно касающиеся психологии музыкального восприятия), в том числе его «риторическая» терминология, были прочно усвоены Б. В. Асафьевым и Е. В. Назайкинским, ассимилированы в учениях о гармонии Ю. Н. Тюлина, Т. С. Бершадской и Ю. Н. Холопова, а также в широко известном «бригадном» учебнике гармонии.

## Музыкальное творчество
Яворский — автор оперы «Вышка Октября» (Москва, ГАБТ, 1930), балета «Джон Вильмор» (1910, не поставлен), оркестровых и камерных сочинений.

## Сочинения
- Строение музыкальной речи. Материалы и заметки. М., 1908.
- Текст и музыка // Музыка (еженедельник), № 163. М., 1914.
- Упражнения в образовании ладового ритма. Ч.1. М.: Юргенсон, 1915. 54 с.; 2-е испр. и доп. издание под назв. Упражнения в образовании схем ладового ритма. М.: Музсектор, 1928.
- Основные элементы музыки // Искусство (1923) № 1.
- Первоначальные упражнения в голосоведении в мажорном ладу. М, 1928
- Упражнения в образовании схем ладового ритма: нотное издание, Ч. 1. М, 1928
- Конструкция мелодического процесса // Структура мелодии. Вып. 3. М.: ГАХН, 1929.
- Сюиты Баха для клавира. Под ред. С. В. Протопопова. М.-Л., 1947.
- Заметки о творческом мышлении русских композиторов от Глинки до Скрябина // Избранные труды. Т.2. Ч.1. М., 1987.

### Сборники статей
- Избранные труды. Ч.1. М., 1964.
- Статьи. Воспоминания. Переписка. 2-е изд., испр. и доп. М., 1972.
- Избранные труды. Т.2. Ч.1. М., 1987.